# Lindneromyia wulpii
Lindneromyia wulpii är en tvåvingeart som först beskrevs av Kertesz 1899.  Lindneromyia wulpii ingår i släktet Lindneromyia och familjen svampflugor. Inga underarter finns listade i Catalogue of Life.